# 毫米汞柱

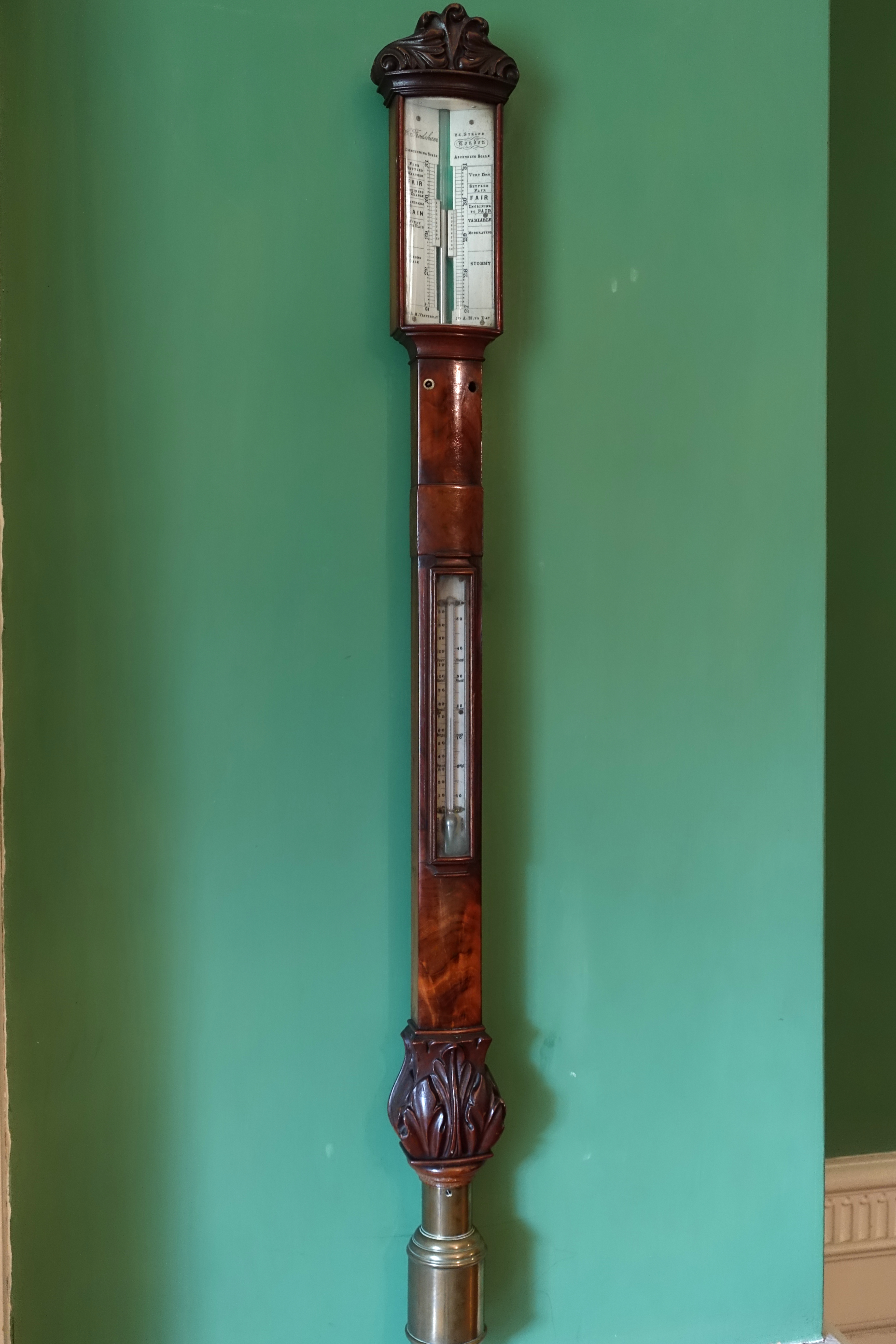
水銀氣壓計

毫米汞柱（英語：Millimeter of mercury），符號為mmHg，是一種压强單位，舊定義：一毫米高的水銀柱對液柱底面產生的压强，現在定義：一毫米汞柱為133.322387415帕斯卡，約為1托。 虽然毫米汞柱不是国际标准单位，但仍应用在气象、航空和诸多科学领域。粗略来说 1mmHg ≈  1/760 atm（101325/760 ≈ 133.322368 帕斯卡），尽管两个单位并不相等，但是相对差只有 0.000015%，对大多数应用场景来说可以忽略不计。